# Убийство Брайана Денеке

Брайан Денеке

12 декабря 1997 года 19-летний панк-музыкант Брайан Теодор Денеке (англ. Brian Theodore Deneke, род. 9 марта 1978) был насмерть сбит машиной 17-летнего спортсмена Дастина Кэмпа в городе Амарилло, штат Техас.
Кэмп был признан виновным в непредумышленном убийстве и приговорён к 10 годам лишения свободы условно. В 2001 году он был приговорён к 8 годам лишения свободы за нарушение условного освобождения. 31 июля 2006 года он был досрочно освобождён и находился под наблюдением.

## Брайан Денеке
Брайан Денеке родился в Уичито, штат Канзас и был младшим из двух сыновей Майкла Макса «Майка» Денеке и Элизабет Луизы «Бетти» Биекер. Отец Брайана был родом из Белойта, штат Канзас, Бетти Денеке была уроженкой Конкордии, штат Канзас. Майк и Бетти поженились в 1974 году в Конкордии и у них родились два сына: старший Джейсон Майкл и младший Брайан Теодор. Семья переехала в Амарилло, Техас из Уичито зимой 1981 года.
В начальной школе Денеке был танцором команчи и членом бойскаутов Америки. Он ходил в Белмарскую начальную школу, начальную школу Терраса, среднюю школу Крокетт и среднюю школу Амарильо. Брайан оставил школу и получил документ об образовании в 17 лет. Он стал художником в арт-проекте Стэнли Марша 3 под названием «Динамит музей» — самодельных макетов дорожных знаков, расставленных по улицам Амарилло. Брайан Денеке был вокалистом в панк-рок-группе The White Slave Traders и хотел стать известным панк-рок-музыкантом.
Друзья вспоминают Брайана как обаятельного парня и лидера в местных панк-кругах, помогающего в организации многих местных музыкальных событий. За свой шипообразного вида ирокез Денеке получил прозвище «Sunshine», часто носил чёрную кожаную куртку с шипами, кожаный ошейник и имел несколько самодельных татуировок. Брайан был также увлечённым скейтбордистом, и именно это стало побуждением к панк-субкультуре.
Как и другие панки в Амарилло, Денеке часто подвергался притеснениям и издевательствам. Те, кто издевались над Брайаном, прозвали его «Punch» и «Fist Magnet». Его родители были против такого образа жизни сына и предупреждали его о возможных предрассудках людей в Амарилло.

## Смерть
International House of Pancakes был популярным местом среди молодежи в Амарилло. В субботу, 6 декабря 1997 года, там произошёл конфликт между школьной звездой футбола Дастином Кэмпом и панком Джоном Кингом. Их противостояние не утихло к следующей неделе.
В алкогольном опьянении вечером в пятницу 12 декабря 1997 года около 23:00 по местному времени Дастин Кэмп с друзьями появились у International House of Pancakes, чтобы затеять драку. Вскоре между футболистами и панками началась драка на стоянке у ресторана IHOP. Во время драки Дастин Кэмп завёл свой Cadillac, чтобы отогнать его подальше, но разогнавшись, сбил Денеке. В защиту своего клиента адвокат заявлял, что Кэмп вернулся, чтобы защитить друга-футболиста, однако это утверждение опровергали свидетели из друзей убитого.

## Суд над Дастином Кэмпом
В ходе судебного процесса пассажир-свидетель показал, что Кэмп, нацелившись на Брайана, крикнул: «Я ниндзя в моём Кадди!», а после того, как переехал парня, добавил: «Спорю, ему понравилось!». После он на автомобиле скрылся с места преступления.
Дастину Кэмпу было предъявлено обвинение в убийстве первой степени; во время судебного разбирательства его защита утверждала, что он действовал в защиту своего друга, на которого нападал Денеке. Адвокат Кэмпа, Уоррен Л. Кларк, строил защиту так, что пытался переложить вину в случившемся на самого Денеке и панк-сообщество.
Кларк изображал панков жестокими головорезами, а даже назвал их «вооруженными головорезами». Адвокат приводил в пример случаи из прошлого Брайана, выставляя последнего жестоким человеком, и утверждал, что убитый был очень агрессивен в ночь его смерти. Защита также утверждала, что панки — свидетели обвинения лгут под присягой. В противовес панкам, защита характеризовала подсудимого как однозначно положительного парня. Адвокат подчеркнул, что Кэмп вёл нормальный образ жизни, являясь хорошим христианином, техасцем и футболистом.
Панки, дававшие показания, видели в Денеке жертву. Одна девушка из компании Кэмпа, сидевшая в его машине в момент убийства, обвинила Кэмпа. Она не видела, чтобы тот действовал в защиту кого-либо, и рассказала о восклицаниях вроде «Ниндзя в Кэдди».
Хотя Кэмпу предъявлялось обвинение в предумышленном убийстве, присяжные увидели вину Кэмпа только в непредумышленном убийстве, и суд приговорил его к 10 годам лишения свободы условно и штрафу в 10 000 долларов. Адвокат и окружной прокурор нашли это решение необыкновенно мягким.
Присяжные отказались от комментариев после суда, ссылаясь на благосостояние семей. Присяжный Уэйд Колвин сказал, что был крайне удивлён, когда коллегия присяжных заседателей не признала Кэмпа в предумышленном убийстве и выбрала непредумышленное. «Что засело во мне больше всего — я чувствовал, как Брайан убегал и у Дастина был шанс (остановить автомобиль)», сказал Кольвин. Он посчитал, что присяжные дали Кэмпу второй шанс из-за его молодости. Он добавил: «У меня тоже были такие мысли, о том, что он ещё совсем молодой <…> Но он был неправ».

### Нарушения испытательного срока
В июне 2001 года Дастин Кэмп был арестован за употребление алкоголя, он всё ещё был несовершеннолетним. Майкл Кэмп, отец Дастина, попытался прикрыть своего сына, находящегося на испытательном сроке. Отец был официально обвинён в даче ложных показаний сотрудникам полиции. Он был приговорен к 60 дням отложенного судебного решения (наподобие испытательного срока) и наказан штрафом в 100 долларов. В сентябре 2001 года Дастин Кэмп получил 8 лет тюремного заключения за нарушение испытательного срока. Брат Дастина Дэвид также был арестован. Он получил год условно за предоставление алкоголя несовершеннолетним и за создание препятствий полицейским при аресте Дастина.
В 2006 году Дастин Кэмп был досрочно освобождён и находился под наблюдением, пока срок его наказания не истёк в 2009 году.

## Освещение в СМИ и значимость
Прощание с Брайаном Денеке проходило в католической церкви Святой Марии 16 декабря 1997 года в Амарилло.
Его смерть потрясла Амарилло и привлекла внимание к субкультуре панков: панки в городе Амарилло сообщили, что они часто подвергаются насилию и домогательствам со стороны спортсменов из-за их различий, вплоть до инцидентов. После суда было общее ощущение, что Кэмп вышел на свободу лишь потому, что он воспринимался как «хороший парень» — в отличие от панков. Мягкое наказание для Кэмпа вызвало общественный резонанс в Амарилло и породило дискуссии о толерантности в городе. Кел Селигер, мэр Амарилло, попытался урегулировать ситуацию: «Это был не общественный вердикт», — сказал он, «это были 12 человек». Отец Брайана не был удивлён таким мягким приговором: «честно говоря, мы были готовы к этому. Если вы обратите внимание на то, что происходит в системе уголовного правосудия, в этом нет ничего необычного».
Национальное телевидение и радио осветили этот случай в 1999 и 2000 годах на Leeza, Dateline NBC, 20/20, NPR, а MTV показал документальный фильм Criminal «Punks vs Preps».
Конфликт между спортсменами и панками в Амарилло сравнивался с распространёнными социальными противоречиями в Колумбинской средней школе, которые способствовали массовому убийству в школе «Колумбайн». Случай с Денеке также упоминается в академической статье с изложением аргументов в пользу расширения определения «преступления на почве ненависти» за привычные границы религиозных, сексуальных и расовых групп.

## Память

### Концерты
Многочисленные концерты были даны в честь Денеке после его смерти. В 2000 году музыкальный фестиваль The Unity Through Diversity festival проходил в Амарилло при участии The Undead и Майка Уотта и других групп. К десятой годовщине ухода Денеке музыканты показали значение его смерти для панк-сообщества, проведя 25 концертов на всей территории Соединенных Штатов и Канады, в том числе в Нью-Йорке, Чикаго, Сиэтле и пять концертов в Техасе, включая двухдневное мероприятие в Амарилло. Половина денег, вырученных от этих мероприятий, пошла Национальной организации родителей убитых детей, а другая половина на различные проекты по борьбе с предубеждениями
.

### Песни
Смерть Денеке стала сюжетом для многих песен, в числе которых:
- «Brian’s Song» — Fifteen
- «Brian’s Song» — The Code
- «Tears On A Pillow (in Amarillo)» — The Undead
- «Fortunes of War» by Dropkick Murphys[4]
- «Sunshine Fist Magnet» — Against All Authority
- «A Punk Killed» — Total Chaos
- «Murdered» — Total Chaos
- «American Justice Is All a Lie» — Career Soldiers
- «Sunshine» — The Swellers
- Денеке упоминается в песне «Hail» группы Hamell on Trial[23]
- «Brian Deneke» — Ethan Daniel Davidson
- «Brian Deneke» — Christopher Owens
- «Put Yourself On Trial» — The Inskagneatos
- «Look Out» — The Inskagneatos

### Театр и кино
Пьеса по истории Брайана Денеке под названием «Manslaughtered» Дэвида Буччи была исполнена в театре Сиэтла в 2000 году.
Событиям посвящён фильм «Город-бомба» 2017 года, роль Брайана исполнил Дэйв Дэвис.

## Фильмография
- MTV: Criminal: Punks vs. Preps (CBS News Productions, 2000).
- City Confidential — Amarillo, TX: High School Hit & Run, 11 сезон, 128 эпизод (2005).
- Jameson Brooks — Bomb City (2017).